# Nombre algebraic
En matemàtiques, un nombre algebraic és un nombre real o complex que és arrel d'un polinomi no nul amb coeficients racionals (o equivalentment enters).

{\displaystyle a_{n}x^{n}+a_{n-1}x^{n-1}+\cdots +a_{1}x+a_{0}=0\,}

on:
{\displaystyle n>0(a_{n}\neq 0)}, és el grau del polinomi.
{\displaystyle a_{i}\in \mathbb {Z} }, els coeficients del polinomi són nombres enters.
El conjunt dels nombres algebraics és numerable i és un subcòs del cos {\displaystyle \mathbb {C} } dels nombres complexos.

## Classificació dels complexos
- Si un nombre real o complex no és algebraic, es diu que és transcendent.
- Si un nombre algebraic és solució d'una equació polinòmica de grau n, i no és solució d'una equació polinòmica de grau menor m < n, llavors es diu que és un nombre algebraic de grau n (n > 0).

## Definició formal
Considerem {\displaystyle a\in \mathbb {C} } un nombre algebraic diferent de 0. El grau ({\displaystyle d}) de {\displaystyle a} correspon al grau més baix del polinomi amb coeficients racionals tal que {\displaystyle f(a)=0}. Seguint aquesta descripció, només hi ha un polinomi mònic de grau {\displaystyle d} que té {\displaystyle a} com a arrel. Aquest rep el nom de polinomi definitori.

### Exemples
- Tot nombre racional {\displaystyle p/q} és algebraic, perquè és arrel del polinomi {\displaystyle qx-p}.
- El nombre real {\displaystyle {\sqrt {2}}} és algebraic perquè és arrel del polinomi {\displaystyle x^{2}-2}. Més generalment, si {\displaystyle a} és un nombre racional, llavors {\displaystyle {\sqrt[{n}]{a}}} és un nombre algebraic de grau {\displaystyle n} amd polinomi {\displaystyle x^{n}-a}.
- El nombre imaginari {\displaystyle i} és algebraic perquè és arrel del polinomi {\displaystyle x^{2}+1}.
- El nombre d'or és algebraic perquè és arrel del polinomi {\displaystyle x^{2}-x-1}.
- En canvi se sap que el nombre π i la constant d'Euler no són algebraics: el matemàtic alemany Ferdinand von Lindemann va demostrar que no existeix cap polinomi de coeficients racionals que els tingui per arrel.